# Ustina
Ustina (en bulgare : Устина) est un village de l’obchtina de Rodopin, dans l’oblast de Plovdiv, en Bulgarie.
Le village compte 2 873 habitants en 2020